# Ugo Ehiogu
Ugochuku Ehiogu (Homerton, 3 de novembro de 1972 - Londres, 21 de abril de 2017) foi um futebolista inglês que jogava como zagueiro.

## Carreira
Sua estreia como profissional foi em 1989, no West Bromwich Albion. Porém, seria no Aston Villa e no Middlesbrough que viveria sua melhor fase, vencendo 2 vezes a Copa da Liga Inglesa em cada equipe. No total, foram 237 partidas pelos Villans e 126 pelo Boro.
Emprestado ao Leeds United em novembro de 2006, jogou apenas 6 vezes pela equipe, marcando 1 gol.
Após outra passagem curta, desta vez pelo Rangers (9 partidas e um gol marcado, contra o rival Celtic, que foi eleito pela torcida o gol da temporada), Ehiogu voltou à Inglaterra em 2008, agora para defender o Sheffield United. Com 26 jogos e novamente um gol marcado, o zagueiro deixou os Blades logo após o término de seu contrato.
Em agosto de 2009, Ehiogu encerrou a carreira após um período de testes no Milton Keynes Dons.
Voltaria ao futebol em 2012, no Wembley FC, para jogar a Copa da Inglaterra juntamente com Ray Parlour, David Seaman, Martin Keown, Graeme Le Saux, Brian McBride e Claudio Caniggia. O jogo contra o Uxbridge foi o único jogo disputado por Ehiogu pelo clube e também o último da carreira, encerrada em definitivo aos 39 anos.

## Seleção Inglesa
Com passagem pelas equipes Sub-21 e B, Ehiogu jogou apenas 4 partidas pela Seleção Inglesa principal entre 1996 e 2002, marcando um gol contra a Espanha.

## Carreira de treinador
Ehiogu foi nomeado técnico da equipe Sub-21 do Tottenham em julho de 2014. Exerceu o cargo por mais de 2 anos.

## Morte
Em 20 de abril de 2017, Ehiogu sofreu uma parada cardíaca durante um treino do sub-21 do Tottenham. Levado ao hospital, o ex-zagueiro não resistiu e veio a falecer horas depois. Era casado e pai de 2 filhos (Obi Jackson e Jodie).